# Ernst Sabeditsch
Ernst Sabeditsch (Vienna, 6 maggio 1920 – 30 giugno 1986) è stato un allenatore di calcio e calciatore austriaco, di ruolo centrocampista.

## Palmarès

### Giocatore

#### Competizioni nazionali
- Campionato austriaco: 3

First Vienna: 1941-1942, 1942-1943, 1943-1944
- Coppa di Germania: 1

First Vienna: 1943

#### Competizioni internazionali
- Alpenpokal: 1

First Vienna: 1941